# Pareidae
Los paréidos (Pareidae) son una familia de serpientes no-venenosas cuya área de distribución se extiende por las regiones tropicales de Asia. 

## Géneros
| Género        | Autor de taxón | Especies | Nombre común | Distribución geográfica   |
| ------------- | -------------- | -------- | ------------ | ------------------------- |
| Aplopeltura   | Duméril, 1853  | 1        |              | Sudeste Asiático.         |
| Asthenodipsas | Peters, 1860   | 5        |              | Sudeste Asiático.         |
| PareasT       | Bibron, 1840   | 14       |              | Sudeste Asiático y China. |

T Género tipo.